# 中国地震局震害防御司
中国地震局震害防御司，简称地震局震防司，是中国地震局直属的内设职能司。该司负责地震灾害预测和预防、地震安全性评价、地震灾害保险及震区重建、强震动观测台网设施管理等工作。地震局震防司同时承担市县防震减灾工作指导委员会办公室职责。

## 历史
1971年8月2日，中华人民共和国国务院决定，调整中国科学院直属机构序列，将中科院下属的各地震研究部门划入新组建的国家地震局，由国家地震局领导全国地震工作，促进地震观测预报和科学研究事业发展。1994年，国务院办公厅印发国办发〔1994〕47号文件，改革国家地震局机构设置和组织隶属，设立“国家地震局震害防御司”，负责管理全国及区域地震烈度区划工作，组织制订烈度区划和抗震设防标准，指导和监督抗震设防与地震安全性评价工作，管理震害预测和地震灾害损失评估工作，管理地震宣传工作，指导地方防震减灾工作，参与拟定地震应急反应预案，参与地震灾区恢复重建规划的制订。
1999年，国务院办公厅在其印发的《中国地震局职能配置内设机构和人员编制规定》中，决定将国家地震局更名为“中国地震局”，作为国务院直属事业单位。并组建“中国地震局震害防御司（法规司）”，同时新增监督检查防震减灾工作的职能。2010年，中国地震局决定重新组建“中国地震局震害防御司”，组建政策法规司、震灾应急救援司，原由该司负责的国家防震减灾法制工作、地震行政执法、地震计量与标准化等职能划入政策法规司，管理地震宣传工作职能划归中国地震局办公室，拟定国家破坏性地震应急预案等职能划归新组建的震灾应急救援司。

## 职能
中国地震局震害防御司包括15项职能，主要涵盖地震灾害预测和预防、地震安全性评价、地震灾害保险及震区重建、强震动观测台网设施管理等方面。中国地震局震害防御司的具体职能如下，
- 指导全国地震灾害预测和预防；
- 拟订全国地震烈度区划图或者地震动参数区划图；
- 审定地震小区划图；
- 负责城乡建设工程抗震设防要求执行情况的监督检查；
- 负责地震安全性评价的监督管理，审定建设工程的地震安全性评价报告，确定抗震设防要求；
- 负责地震安全性评价单位资质管理和人员职业资格管理；
- 协同指导地震灾区重建；
- 负责全国强震动观测台网建设和运行管理；
- 负责管理震害预测工作，参与提出确定地震重点监视防御区的意见；
- 负责地震基础性任务探测和地震活断层探测管理工作；
- 组织指导防震减灾知识的社会宣传教育；
- 承担市县防震减灾工作指导委员会办公室的职责；
- 承担震害防御相关科技项目的实施、技术研发及推广应用；
- 参与地震灾害保险工作；
- 负责联系中国灾害防御协会。

## 业务
作为地方防震减灾工作的指导机构，地震局震防司主导或参与了中国地震动参数区划图、珠江三角洲地震构造勘察及地震危险性评价项目、国家地震安全示范工程等工程项目。此外，该司还主持了地方活断层探测与地震危险性评价项目的验收工作。
作为抗震设防管理职能部门，地震局震防司参与修订了《中华人民共和国防震减灾法》、《破坏性地震应急条例》等震害防御相关法律法规。该司同时积极推广消能减震技术等新型建筑抗震技术。致力于在提高设防标准情况下，不提高甚至减少工程造价，以使新建建筑达到或超过区域抗震设防标准。